# Фінал Кубка володарів кубків 1982
Фінал Кубка володарів кубків 1982 — футбольний матч для визначення володаря Кубка володарів кубків УЄФА сезону 1981/82, 22-й фінал змагання між володарями національних кубків країн Європи. 
Матч відбувся 12 травня 1982 року у Барселоні за участю володаря Кубка Бельгії 1980/81 «Абердин» та володаря Кубка Іспанії 1980/81 «Барселони». Гра завершилася перемогою іспанців з рахунком 2-1, які здобули свій другий титул володарів Кубка володарів кубків.

## Шлях до фіналу
| Барселона           | Барселона | Барселона       | Барселона       | 1981/82      | Стандард         | Стандард  | Стандард        | Стандард        |
| ------------------- | --------- | --------------- | --------------- | ------------ | ---------------- | --------- | --------------- | --------------- |
| Суперник            | Результат | Перший матч     | Повторний матч  | Раунд        | Суперник         | Результат | Перший матч     | Повторний матч  |
| Ботев               | 4–2       | 4–1 (вдома)     | 0–1 (на виїзді) | Перший раунд | Флоріана         | 12–1      | 3–1 (на виїзді) | 9–0 (вдома)     |
| Дукла               | 4–1       | 0–1 (на виїзді) | 4–0 (вдома)     | Другий раунд | Вашаш            | 4–1       | 2–0 (на виїзді) | 2–1 (вдома)     |
| Локомотив (Лейпциг) | 4–2       | 3–0 (на виїзді) | 1–2 (вдома)     | 1/4 фіналу   | Порту            | 4–2       | 2–0 (вдома)     | 2–2 (на виїзді) |
| Тоттенгем Готспур   | 2–1       | 1–1 (на виїзді) | 1–0 (вдома)     | 1/2 фіналу   | Динамо (Тбілісі) | 2–0       | 1–0 (на виїзді) | 1–0 (вдома)     |

## Деталі
| 12 травня 1982 |

| Барселона               | 2:1      | Стандард (Льєж)  |
| ----------------------- | -------- | ---------------- |
| Сімонсен 45+2' Кіні 63' | Протокол | Вандерсміссен 8' |

| Камп Ноу, Барселона Глядачів: 80 000 Арбітр: Вальтер Ешвайлер |

| Барселона | Стандард |

| В                | 1  | Хав'єр Уррутікоечеа       |  |     |
| З                | 2  | Херардо Міранда           |  |     |
| З                | 3  | Мігель Бернардо Б'янкетті |  | 25' |
| З                | 4  | Маноло                    |  | 83' |
| З                | 6  | Хосе Рамон Алесанко       |  |     |
| ПЗ               | 5  | Хосе Санчес (к)           |  |     |
| ПЗ               | 8  | Хосеп Мораталья           |  |     |
| ПЗ               | 10 | Естебан Віго              |  |     |
| Н                | 7  | Аллан Сімонсен            |  |     |
| Н                | 9  | Кіні                      |  |     |
| Н                | 11 | Франсіско Карраско        |  |     |
| Запасні:         |    |                           |  |     |
| В                | 13 | Педро Артола              |  |     |
| З                | 12 | Антоніо Олмо              |  |     |
| З                | 14 | Пепіто Рамос              |  |     |
| ПЗ               | 15 | Рафаель Сувірія           |  |     |
| Н                | 16 | Енріке Моран              |  |     |
| Головний тренер: |    |                           |  |     |
| Удо Латтек       |    |                           |  |     |

| В                | 1  | Мішель Прюдомм    |          |
| З                | 2  | Ерік Геретс (к)   |          |
| З                | 3  | Жерар Плессер     |          |
| З                | 4  | Тео Пьоель        |          |
| З                | 5  | Вальтер Меєувс    | 31', 89' |
| ПЗ               | 6  | Гуй Вандерсміссен | 85'      |
| ПЗ               | 8  | Йозеф Дарден      |          |
| ПЗ               | 9  | Арі Ган           | 71'      |
| ПЗ               | 11 | Рене Боттерон     |          |
| Н                | 7  | Сімон Тахамата    |          |
| Н                | 10 | Бенні Вендт       | 27'      |
| Запасні:         |    |                   |          |
| В                | 13 | Жільбер Бодар     |          |
| ПЗ               | 12 | Роберто Ск'яск'я  |          |
| ПЗ               | 15 | Паскаль Дельбрук  |          |
| Н                | 14 | Тоні Енглеберт    |          |
| Н                | 16 | Едді Воордекерс   |          |
| Головний тренер: |    |                   |          |
| Раймон Гуталс    |    |                   |          |